# Jacqueline Donny
Jacqueline Donny, née le 2 août 1927 à Paris et morte le 14 février 2021 à Saint-Maur-des-Fossés, est une femme française élue Miss Paris 1947[réf. nécessaire], puis Miss France 1948 et Miss Europe 1948. Elle est la 18e Miss France.

## Miss France[4]
Dauphine d'Yvonne Viseux, Miss France 1947, Jacqueline Donny est élue le 11 juin 1948, au Club des Champs-Élysées, Paris. Elle était à l'époque mannequin chez Maggy Rouff.